# Contrast d'hipòtesi
Un contrast d'hipòtesi, test d'hipòtesi o prova de significació és una metodologia d'inferència estadística per jutjar si una propietat que se suposa certa per a una població estadística és compatible amb l'observat en una mostra d'aquesta població. Va ser iniciada per Ronald Fisher i fonamentada posteriorment per Jerzy Neyman i Karl Pearson. Mitjançant aquesta teoria, s'aborda el problema estadístic considerant una hipòtesi determinada {\displaystyle H_{0}\,} i una hipòtesi alternativa {\displaystyle H_{1}\,}, i s'intenta dirimir quina de les dues és la hipòtesi veritable, després d'aplicar el problema estadístic a un cert nombre de experiments. Està fortament associada als errors de tipus I i de tipus II en estadística, que defineixen respectivament, la possibilitat de prendre un succés vertader com fals, o un fals com a veritable. Hi ha diversos mètodes per a desenvolupar aquest test, minimitzant els errors de tipus I i II, i trobant per tant amb una determinada potència, la hipòtesi amb més probabilitat de ser correcta. Els tipus més importants són els tests centrats, d'hipòtesis i alternativa simple, aleatoritzats... Dins dels tests no paramètrics, el més estès és probablement el test U de Mann-Whitney.
Per exemple, si se sospita que una moneda ha estat trucada perquè es produeixin més cares que creus al llançar a l'aire, es poden realitzar 30 llançaments, prenent nota del nombre de cares obtingudes. Si s'obté un valor massa alt, per exemple 25 o més, hom podria considerar que el resultat és poc compatible amb la hipòtesi que la moneda no està trucada, i conclouria que les observacions contradiuen aquesta hipòtesi. L'aplicació de càlculs probabilístics permet determinar a partir de quin valor s'ha de rebutjar la hipòtesi garantint que la probabilitat de cometre un error és un valor conegut a priori. Les hipòtesis es poden classificar en dos grups, segons:
1. Introduïu un valor concret o un interval per als paràmetres del model.
2. Determinen el tipus de distribució de probabilitat que ha generat les dades.

Un exemple del primer grup és la hipòtesi que la mitjana d'una variable és 10, i del segon que la distribució de probabilitat és la distribució normal.
Encara que la metodologia per a realitzar el contrast d'hipòtesi és anàloga en ambdós casos, distingir dos tipus d'hipòtesi és important, ja que molts problemes de contrast d'hipòtesi respecte a un paràmetre són, en realitat, problemes d'estimació, que tenen una resposta complementària donant un interval de confiança (o conjunt d'intervals de confiança) per a aquest paràmetre. No obstant això, les hipòtesis respecte a la forma de la distribució se solen utilitzar per validar un model estadístic per a un fenomen aleatori que s'està estudiant.

## Plantejament clàssic del contrast d'hipòtesi
S'anomena hipòtesi nul·la {\displaystyle H_{0}\,} a la hipòtesi que es vol contrastar. El nom de "nul·la" indica que {\displaystyle H_{0}\,} representa la hipòtesi que mantindrem llevat que les dades indiquin la seva falsedat, i es pot entendre, per tant, en el sentit de "neutra". La hipòtesi {\displaystyle H_{0}\,} mai es considera provada, encara que pot ser rebutjada per les dades. Per exemple, la hipòtesi que dues poblacions tenen la mateixa mitjana pot ser rebutjada fàcilment quan dues difereixen molt, analitzant mostres prou grans d'ambdues poblacions, però no pot ser "demostrada" mitjançant mostreig, ja que sempre hi ha la possibilitat que les mitjanes difereixin en una quantitat {\displaystyle \delta } prou petita perquè no pugui ser detectada, encara que la mostra sigui molt gran.
A partir d'una mostra de la població en estudi, s'extreu un estadístic (és a dir, un valor que és funció de la mostra) la distribució de probabilitat estigui relacionada amb la hipòtesi en estudi i sigui coneguda. Es pren llavors el conjunt de valors que és més improbable sota la hipòtesi com a regió de rebuig, és a dir, el conjunt de valors per al qual considerarem que, si el valor de l'estadístic obtingut entra dins d'ell, rebutjarem la hipòtesi.
La probabilitat que s'obtingui un valor de l'estadístic que entri a la regió de rebuig tot i ser certa la hipòtesi pot calcular. D'aquesta manera, es pot escollir aquesta regió de manera que la probabilitat de cometre aquest error sigui prou petita.
Seguint amb l'anterior exemple de la moneda trucada, la mostra de la població és el conjunt dels trenta llançaments a realitzar, l'estadístic escollit és el nombre total de cares obtingudes, i la regió de rebuig està constituïda pels números totals de cares iguals o superiors a 25. La probabilitat de cometre l'error d'admetre que la moneda està trucada tot i que no ho està és igual a la probabilitat binomial de tenir 25 "èxits" o més en una sèrie de 30 assajos de Bernoulli amb probabilitat d'"èxit" 0,5 a cada un, llavors: 0,0002, ja que la possibilitat, encara que poc probable, que la mostra ens doni més de 25 cares sense haver estat la moneda trucada.

## Enfocament dels contrasts d'hipòtesis
L'enfocament actual considera sempre una hipòtesi alternativa a la hipòtesi nul·la. De manera explícita o implícita, la hipòtesi nul·la, a la qual es denota habitualment per {\displaystyle H_{0}\,}, s'enfronta a una altra hipòtesi que denominarem hipòtesi alternativa i que es denota {\displaystyle H_{1}\,} o {\displaystyle H_{a}\,}. En els casos en què no s'especifica {\displaystyle H_{1}\,} de manera explícita, podem considerar que ha quedat definida implícitament com "{\displaystyle H_{0}\,} és falsa".
Si per exemple es vol comprovar la hipòtesi que dues distribucions tenen la mateixa mitjana, s'està considerant implícitament com a hipòtesi alternativa "ambdues poblacions tenen diferent mitjana". Podem, però considerar casos en què {\displaystyle H_{1}\,} no és la simple negació de {\displaystyle H_{0}\,}. Suposant per exemple que se sospita que en un joc d'atzar amb un dau, aquest està trucat per obtenir 6. La hipòtesi nul·la podria ser "el dau no està trucat" que s'intenta contrastar, a partir d'una mostra de llançaments realitzats, contra la hipòtesi alternativa "el dau ha estat trucat a favor del 6". Es podrien fer altres hipòtesis, però, als efectes de l'estudi que es pretén realitzar, no es consideren rellevants.
Un test d'hipòtesi s'entén, en l'enfocament modern, com una funció de la mostra, actualment basada en un estadístic. Suposant que es té una mostra {\displaystyle X=\left(x_{1},x_{2},...x_{n}\right)^{t}} d'una població en estudi i que s'han formulat hipòtesis sobre un paràmetre {\displaystyle \theta } relacionat amb la distribució estadística de la població. Suposem que es disposa d'un estadístic {\displaystyle T(X)} la distribució pel que fa a {\displaystyle \theta }, {\displaystyle F_{\theta }(t)\,} es coneix. Suposem, també, que les hipòtesis nul·les i alternativers tenen la següent formulació:

{\displaystyle \left\{{\begin{matrix}H_{0}:\;\theta \in \Theta _{0}\\H_{1}:\;\theta \in \Theta _{1}\end{matrix}}\right.}

Un contrast, prova o test per a aquestes hipòtesis seria una funció de la mostra de la manera següent:

{\displaystyle \phi (X)=\left\{{\begin{matrix}1\;{\mbox{si }}T(X)\in \Omega \\0\;{\mbox{si }}T(X)\notin \Omega \\\end{matrix}}\right.}

On {\displaystyle \phi (X)=1\,} vol dir que hem de rebutjar la hipòtesi nul·la, {\displaystyle H_{0}\,} (acceptar {\displaystyle H_{1}\,}) i {\displaystyle \phi (X)=0\,}, que hem d'acceptar {\displaystyle H_{0}\,} (o que no hi ha evidència estadística contra {\displaystyle H_{0}\,}). A {\displaystyle \Omega } s'anomena regió de rebuig. En essència, per construir el test desitjat, només cal escollir el estadístic del contrast {\displaystyle T(X)} i la regió de rebuig {\displaystyle \Omega }.
Es tria {\displaystyle \Omega } de tal manera que la probabilitat que T (X) caigui en el seu interior sigui baixa quan es dona {\displaystyle H_{0}\,}.

## Errors en el contrast
Un cop realitzat el contrast d'hipòtesi, s'haurà optat per una de les dues hipòtesis, {\displaystyle H_{0}\,} o {\displaystyle H_{1}\,}, i la decisió escollida coincidirà o no amb la qual en realitat és certa. Es poden donar els quatre casos que s'exposen en el quadre:
|                                        | {\displaystyle H_{0}\,} és certa | {\displaystyle H_{1}\,} és certa |
| -------------------------------------- | -------------------------------- | -------------------------------- |
| Es va escollir {\displaystyle H_{0}\,} | No hi ha error                   | Error de tipus II                |
| Es va escollir {\displaystyle H_{1}\,} | Error de tipus I                 | No hi ha error                   |

Si la probabilitat de cometre un error de tipus I està unívocament determinada, el seu valor se sol denotar per la lletra grega α, i en les mateixes condicions, es denota per β la probabilitat de cometre l'error de tipus II, és a dir:

{\displaystyle {\begin{matrix}P({\mbox{escollir }}H_{1}|H_{0}{\mbox{ és certa}})=\alpha \\P({\mbox{escollir }}H_{0}|H_{1}{\mbox{ és certa}})=\beta \end{matrix}}}

En aquest cas, s'anomena  Potència del contrast  al valor 1-β, és a dir, a la probabilitat d'escollir {\displaystyle H_{1}\,} quan aquesta és certa

{\displaystyle P({\mbox{escollir}}H_{1}|H_{1}{\mbox{és certa}})=1-\beta \,}.

Quan és necessari dissenyar un contrast d'hipòtesi, seria desitjable fer-ho de tal manera que les probabilitats d'ambdós tipus d'error fossin tan petites com fos possible. No obstant això, amb una mostra de mida prefixat, disminuir la probabilitat de l'error de tipus I, α, condueix a incrementar la probabilitat de l'error de tipus II, β.
Normalment, es dissenyen els contrastos de tal manera que la probabilitat α sigui el 5% (0,05), encara que de vegades es fan servir el 10% (0,1) o 1% (0,01) per a adoptar condicions més relaxades o més estrictes. El recurs per augmentar la potència del contrast, és a dir, disminuir β, probabilitat d'error de tipus II, és augmentar el grandària mostral, el que en la pràctica comporta un increment dels costos de l'estudi que es vol realitzar.

### Contrast més potent
El concepte de potència ens permet valorar quina entre dos contrastos amb la mateixa probabilitat d'error de tipus I, α, és preferible. Si es tracta de contrastar dues hipòtesis senzilles sobre un paràmetre desconegut, θ, del tipus:

{\displaystyle \left\{{\begin{matrix}H_{0}:\theta =\theta _{0}\\H_{1}:\theta =\theta _{1}\end{matrix}}\right.}

Es tracta d'escollir entre tots els contrastos possibles amb α prefixat aquell que té més potència, és a dir, menor probabilitat β d'incórrer en l'error de tipus II.
En aquest cas el Lema de Neyman-Pearson garanteix l'existència d'un contrast de màxima potència i determina com construir-lo.

### Contrast uniformement més potent
En el cas que les hipòtesis siguin compostes, és a dir, que no es limitin a especificar un únic possible valor del paràmetre, sinó que siguin del tipus:

{\displaystyle \left\{{\begin{matrix}H_{0}:\theta \in \Theta _{0}\\H_{1}:\theta \in \Theta _{1}\end{matrix}}\right.}

on {\displaystyle \Theta _{0}\,} i {\displaystyle \Theta _{1}\,} són conjunts de diversos possibles valors, les probabilitats α i β ja no estan unívocament determinades, sinó que prendran diferents valors segons els diferents valors possibles de θ. En aquest cas es diu que un contrast {\displaystyle \phi (X)\,} té mida α si

{\displaystyle \mathrm {A} =\max _{\theta \in \Theta _{0}}p_{\theta }(\phi (X)=0)}

és a dir, si la màxima probabilitat de cometre un error de tipus I quan la hipòtesi nul és certa és α. En aquestes circumstàncies, es pot considerar β com una funció de θ, ja que per a cada possible valor de θ a la hipòtesi alternativa es tindria una probabilitat diferent de cometre un error de tipus II. Es defineix llavors

{\displaystyle \mathrm {B} (\theta )=p_{\theta }(\phi (X)=1)\quad \forall \theta \in \Theta _{1}}

i, la funció de potència del contrast és llavors

{\displaystyle \operatorname {Pot} (\theta )=1-\beta (\theta )\quad \forall \theta \in \Theta _{1}}

és a dir, la probabilitat de discriminar que la hipòtesi alternativa és certa per a cada valor possible de θ dins dels valors possibles d'aquesta mateixa hipòtesi.
Es diu que un contrast és  uniformement més potent de mida α  quan, per tot valor {\displaystyle \theta \in \Theta _{1}\,} {\displaystyle \operatorname {Pot} (\theta )} és major o igual que el de qualsevol altre contrast de la mateixa mida. En resum, es tracta d'un contrast que garanteix la màxima potència per a tots els valors de θ en la hipòtesi alternativa.
És clar que el cas del contrast uniformement més potent per hipòtesis compostes exigeix el compliment de condicions més exigents que en el cas del contrast més potent per hipòtesis simples. Per això, no existeix un equivalent al Lema de Neyman-Pearson per al cas general.
No obstant això, sí que hi ha moltes condicions en què es compleix determinades propietats de les distribucions de probabilitat implicades i per a certs tipus d'hipòtesis, es pot estendre el Lema per obtenir el contrast uniformement més potent de la mida que es desitgi.

## Aplicacions
Els contrastos d'hipòtesis, com la inferència estadística en general, són eines d'ampli ús en la ciència en general. En particular, la moderna filosofia de la ciència desenvolupa el concepte de falsabilitat de les teories científiques basant-se en els conceptes de la inferència estadística en general i dels contrastos d'hipòtesis. En aquest context, quan es vol optar entre dues possibles teories científiques per a un mateix fenomen (dues hipòtesis) s'ha de realitzar un contrast estadístic a partir de les dades disponibles sobre el fenomen que permetin optar per una o una altra.
Les tècniques de contrast d'hipòtesi són també d'àmplia aplicació en molts altres casos, com assaigs clínics de nous medicaments, control de qualitat, enquestes, etcètera.

## Tests estadístics
| Nom | Fórmula | Notes |
| --- | --- | --- |
| Test-z per a una mostra | {\displaystyle z={\frac {{\overline {x}}-\mu _{0}}{\sigma }}{\sqrt {n}}} | (Població distribuïda normal o n > 30) i σ coneguda. (z és la distància des de la mitjana en relació amb la desviació estàndard de la mitjana). Per a distribucions no normals és possible calcular una proporció mínima d'una població que cau dins de k desviacions estàndard per a qualsevol k. |
| Test-z per a dues mostres | {\displaystyle z={\frac {({\overline {x}}_{1}-{\overline {x}}_{2})-d_{0}}{\sqrt {{\frac {\sigma _{1}^{2}}{n_{1}}}+{\frac {\sigma _{2}^{2}}{n_{2}}}}}}} | Població normal i observacions independents amb σ1 i σ₂ conegudes |
| Una mostra t-test | {\displaystyle t={\frac {{\overline {x}}-\mu _{0}}{(s/{\sqrt {n}})}},} {\displaystyle df=n-1\ } | (Població normal o n > 30) i {\displaystyle \sigma } desconeguda |
| t-test aparellat | {\displaystyle t={\frac {{\overline {d}}-d_{0}}{(s_{d}/{\sqrt {n}})}},} {\displaystyle df=n-1\ } | (Població normal de diferències o n > 30) i {\displaystyle \sigma } desconeguda o petita mostra de grandària n < 30 |
| Dues mostres combinades t-test, variàncies iguals | {\displaystyle t={\frac {({\overline {x}}_{1}-{\overline {x}}_{2})-d_{0}}{s_{p}{\sqrt {{\frac {1}{n_{1}}}+{\frac {1}{n_{2}}}}}}},} {\displaystyle s_{p}^{2}={\frac {(n_{1}-1)s_{1}^{2}+(n_{2}-1)s_{2}^{2}}{n_{1}+n_{2}-2}},} {\displaystyle df=n_{1}+n_{2}-2\ } | (Poblacions normals o n1 + n₂ > 40) i observacions independents i σ1 = σ₂ desconegut |
| Dues mostres no combinades t-test, variàncies desiguals | {\displaystyle t={\frac {({\overline {x}}_{1}-{\overline {x}}_{2})-d_{0}}{\sqrt {{\frac {s_{1}^{2}}{n_{1}}}+{\frac {s_{2}^{2}}{n_{2}}}}}},} {\displaystyle df={\frac {\left({\frac {s_{1}^{2}}{n_{1}}}+{\frac {s_{2}^{2}}{n_{2}}}\right)^{2}}{{\frac {\left({\frac {s_{1}^{2}}{n_{1}}}\right)^{2}}{n_{1}-1}}+{\frac {\left({\frac {s_{2}^{2}}{n_{2}}}\right)^{2}}{n_{2}-1}}}}} | (Poblacions normals o n1 + n₂ > 40) i observacions independents i σ1 ≠ σ₂ ambdues desconegudes |
| Una proporció z-test | {\displaystyle z={\frac {{\hat {p}}-p_{0}}{\sqrt {p_{0}(1-p_{0})}}}{\sqrt {n}}} | n .p0 > 10 i n (1 − p0) > 10 i és una mostra aleatòria simple, vegeu distribució binomial. |
| Dues proporcions z-test, combinades per {\displaystyle H_{0}\colon p_{1}=p_{2}} | {\displaystyle z={\frac {({\hat {p}}_{1}-{\hat {p}}_{2})}{\sqrt {{\hat {p}}(1-{\hat {p}})({\frac {1}{n_{1}}}+{\frac {1}{n_{2}}})}}}} {\displaystyle {\hat {p}}={\frac {x_{1}+x_{2}}{n_{1}+n_{2}}}} | n1 p1 > 5 i n1(1 − p1) > 5 i n₂ p₂ > 5 i n₂(1 − p₂) > 5 i observacions independents, vegeu l'aproximació normal de la distribució binomial. |
| Dues proporcions z-test, descombinades per {\displaystyle \|d_{0}\|>0} | {\displaystyle z={\frac {({\hat {p}}_{1}-{\hat {p}}_{2})-d_{0}}{\sqrt {{\frac {{\hat {p}}_{1}(1-{\hat {p}}_{1})}{n_{1}}}+{\frac {{\hat {p}}_{2}(1-{\hat {p}}_{2})}{n_{2}}}}}}} | n1 p1 > 5 i n1(1 − p1) > 5 i n₂ p₂ > 5 i n₂(1 − p₂) > 5 i observacions independents, vegeu l'aproximació normal de la distribución binomial. |
| Test de la khi quadrat per a la variància | {\displaystyle \chi ^{2}=(n-1){\frac {s^{2}}{\sigma _{0}^{2}}}} | Població normal |
| Test de la khi quadrat per a la bondat d'ajust | {\displaystyle \chi ^{2}=\sum ^{k}{\frac {({\text{observat}}-{\text{estimat}})^{2}}{\text{estimat}}}} | df = k - 1 - # paràmetres estimats, i un d'ells s'ha de tenir. |
| Test de la F de Snedecor per a dues mostres per a la igualtat de variàncies | {\displaystyle F={\frac {s_{1}^{2}}{s_{2}^{2}}}} | Poblacions normals Compleix que {\displaystyle s_{1}^{2}\geq s_{2}^{2}} i rebutja H0 per a {\displaystyle F>F(\alpha /2,n_{1}-1,n_{2}-1)} |
| Test de la regressió t-test de {\displaystyle H_{0}\colon r^{2}=0.} | {\displaystyle t={\sqrt {\frac {r^{2}(n-k-1^{*})}{1-r^{2}}}}} | *Restar 1 per variable dependent; k és el nombre de variables independents. Rebutjar H0 per a {\displaystyle t>t(\alpha /2,n-k-1^{*})} |
| En general, el subíndex 0 indica un valor donat de la hipòtesi nul·la, H0, la qual ha de ser usada tant com sigui possible en la construcció del test estadístic. ... Definicions d'altres símbols: \| - {\displaystyle \alpha }, la probabilitat de l'error tipus I (rebutjant una hipòtesi nul·la quan és en realitat certa) - {\displaystyle n} = grandària de la mostra - {\displaystyle n_{1}} = grandària de la mostra 1 - {\displaystyle n_{2}} = grandària de la mostra 2 - {\displaystyle {\overline {x}}} = mitjana de la mostra - {\displaystyle \mu _{0}} = mitjana de la població hipotètica - {\displaystyle \mu _{1}} = mitjana de la població 1 - {\displaystyle \mu _{2}} = mitjana de la població 2 - {\displaystyle \sigma } = desviació de la població - {\displaystyle \sigma ^{2}} = variància poblacional - {\displaystyle s} = Desviació estàndard de la mostra - {\displaystyle \sum ^{k}} = Suma (de k nombres) \| - {\displaystyle s^{2}} = Variància de la mostra - {\displaystyle s_{1}} = Desviació estàndard de la mostra 1 - {\displaystyle s_{2}} = Desviació estàndard de la mostra 2 - {\displaystyle t} = t de Student - {\displaystyle df} = Graus de llibertat - {\displaystyle {\overline {d}}} = Diferències de les mitjanes de les mostres - {\displaystyle d_{0}} = Diferència de les mitjanes poblacionals hipotètiques - {\displaystyle s_{d}} = Diferències de les desviacions estàndard - {\displaystyle \chi ^{2}} = Estadístic khi-quadrat \| - {\displaystyle {\hat {p}}} = x/n = proporció mostra/proporció, llevat que s'indiqui el contrari - {\displaystyle p_{0}} = proporció de la població hipotètica - {\displaystyle p_{1}} = proporció 1 - {\displaystyle p_{2}} = proporció 2 - {\displaystyle d_{p}} = Diferència hipotètica en la proporció - {\displaystyle \min\{n_{1},n_{2}\}} = Mínim de n1 i n₂ - {\displaystyle x_{1}=n_{1}p_{1}} - {\displaystyle x_{2}=n_{2}p_{2}} - {\displaystyle F} = Estadístic F \| | | |
| - {\displaystyle \alpha }, la probabilitat de l'error tipus I (rebutjant una hipòtesi nul·la quan és en realitat certa) - {\displaystyle n} = grandària de la mostra - {\displaystyle n_{1}} = grandària de la mostra 1 - {\displaystyle n_{2}} = grandària de la mostra 2 - {\displaystyle {\overline {x}}} = mitjana de la mostra - {\displaystyle \mu _{0}} = mitjana de la població hipotètica - {\displaystyle \mu _{1}} = mitjana de la població 1 - {\displaystyle \mu _{2}} = mitjana de la població 2 - {\displaystyle \sigma } = desviació de la població - {\displaystyle \sigma ^{2}} = variància poblacional - {\displaystyle s} = Desviació estàndard de la mostra - {\displaystyle \sum ^{k}} = Suma (de k nombres) | - {\displaystyle s^{2}} = Variància de la mostra - {\displaystyle s_{1}} = Desviació estàndard de la mostra 1 - {\displaystyle s_{2}} = Desviació estàndard de la mostra 2 - {\displaystyle t} = t de Student - {\displaystyle df} = Graus de llibertat - {\displaystyle {\overline {d}}} = Diferències de les mitjanes de les mostres - {\displaystyle d_{0}} = Diferència de les mitjanes poblacionals hipotètiques - {\displaystyle s_{d}} = Diferències de les desviacions estàndard - {\displaystyle \chi ^{2}} = Estadístic khi-quadrat | - {\displaystyle {\hat {p}}} = x/n = proporció mostra/proporció, llevat que s'indiqui el contrari - {\displaystyle p_{0}} = proporció de la població hipotètica - {\displaystyle p_{1}} = proporció 1 - {\displaystyle p_{2}} = proporció 2 - {\displaystyle d_{p}} = Diferència hipotètica en la proporció - {\displaystyle \min\{n_{1},n_{2}\}} = Mínim de n1 i n₂ - {\displaystyle x_{1}=n_{1}p_{1}} - {\displaystyle x_{2}=n_{2}p_{2}} - {\displaystyle F} = Estadístic F |